# Branešci Donji
Branešci Donji är ett samhälle i Bosnien och Hercegovina.   Det ligger i entiteten Republika Srpska, i den centrala delen av landet, 120 km nordväst om huvudstaden Sarajevo. Branešci Donji ligger 283 meter över havet och antalet invånare är 779.
Terrängen runt Branešci Donji är platt åt nordväst, men åt sydost är den kuperad. Terrängen runt Branešci Donji sluttar norrut. Närmaste större samhälle är Prnjavor, 12,9 km nordost om Branešci Donji. 
Omgivningarna runt Branešci Donji är en mosaik av jordbruksmark och naturlig växtlighet. Runt Branešci Donji är det ganska tätbefolkat, med 67 invånare per kvadratkilometer.